# Tini Tour 2022

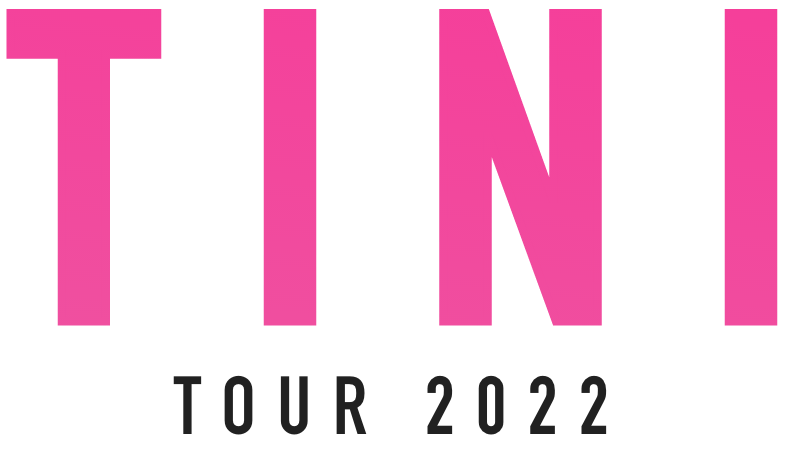

TINI Tour 2022 je třetí koncertní turné argentinské zpěvačky Tini na podporu jejího třetího studiového alba Tini Tini Tini (2020) i jejího nadcházejícího čtvrtého studiového alba. Turné začalo 20. května 2022 v Buenos Aires v aréně Hipódromo de Palermo.
Koncert v aréně Hipódromo z 28. května 2022 byl živě vysílán na platformách Star+ (pro Latinskou Ameriku) a Disney+ (pro USA), a to pod názvem TINI Tour 2022: Live from Buenos Aires (španělsky: TINI Tour 2022: En Vivo desde Buenos Aires).
Dne 11. listopadu 2021 Tini na svých sociálních sítích uvedla, že odstartuje své třetí samostatné turné, jež započne 21. března 2022 v její rodné Argentině v aréně Hipódromo. Vstupenky na představení se začaly prodávat ve stejný den a vyprodaly se během několika minut. Tini následně zveřejnila, že v Hipódromu vystoupí na další šňůře koncertů 24., 25., 26. a 27. března 2022, lístky byly rovněž rychle vyprodány. Během měsíců ledna a února 2022 se před oficiálním zahájením turné konala řada dalších koncertů. Zpěvačka objížděla různé festivaly a vyjma Argentiny vystupovala též v Chile a Bolívii. Dne 10. března 2022 oznámila, že koncerty v Hipódromu jsou odloženy na květen kvůli zdravotním problémům jejího otce.
Díky tomuto turné se Tini stala první umělkyní, která kdy vyprodala 6 koncertů v Hipódromo de Palermo, a také jedinou argentinskou umělkyní, která po 20 letech vyprodala stadion.